# Fußball-Verbandspokal 1996/97
Über den Fußball-Verbandspokal 1996/97 wurden die Teilnehmer der 21 Landesverbände des DFB am DFB-Pokal 1997/98 ermittelt. Die Sieger der Verbandspokale waren zur Teilnahme an der ersten Runde des DFB-Pokals berechtigt. Die zwei mitgliederstärksten Verbände Bayern und Niedersachsen entsendeten zusätzlich jeweils den unterlegenen Finalisten. Somit qualifizierten sich 23 Amateurvereine über die Verbandspokale für den nationalen Pokalwettbewerb.

## Endspielergebnisse
Die Tabelle gibt eine Übersicht über die Verbandspokal-Endspiele der Saison 1996/97. Die Abkürzungen hinter den Vereinsnamen stehen für die Spielklassenzugehörigkeit der gleichen Saison: RL = Regionalliga, OL = Oberliga, VL = Verbandsliga, LL = Landesliga.
| Verbandspokal-Endspiele (Saison 1996/97) |                              |                                          |                                             |                      |
| Verband | Pokal                        | Sieger                                   | Finalist                                    | Ergebnis             |
| Baden | BFV-Hoepfner-Cup             | VfR Mannheim (RL)                        | FV Lauda (VL)                               | 3:0                  |
| Bayern 1 | BFV-Pokal                    |                                          | DJK Waldberg (LL) SpVgg Greuther Fürth (RL) | nicht ausgetragen 2  |
| Berlin | Paul-Rusch-Pokal             | Reinickendorfer Füchse (RL)              | 1. FC Union Berlin (RL)                     | 1:0                  |
| Brandenburg | FVB-Pokal                    | FC Energie Cottbus (RL)                  | Frankfurter FC Victoria 91 (VL)             | 3:1                  |
| Bremen | Roland-Pokal                 | SV Werder Bremen (Amateure) (RL)         | FC Bremerhaven (OL)                         | 1:0                  |
| Hamburg | Toto-Pokal                   | Hamburger SV (Amateure) (RL)             | VfL 93 Hamburg (OL)                         | 0:0 n. V., 4:2 i. E. |
| Hessen | HFV-Pokal                    | SC Neukirchen (RL)                       | FC 80 Herborn (OL)                          | 2:1                  |
| Mecklenburg-Vorpommern | Mecklenburg-Vorpommern-Pokal | SV Warnemünde 1949 (VL)                  | FC Schönberg 95 (VL)                        | 1:0                  |
| Mittelrhein | FVM-Pokal                    | Alemannia Aachen (RL)                    | Bayer Leverkusen (Amateure) (OL)            | 3:2                  |
| Niederrhein | ARAG-Cup                     | Borussia Mönchengladbach (Amateure) (VL) | Rot-Weiß Oberhausen (RL)                    | 0:0 n. V., 5:4 i. E. |
| Niedersachsen 1 | NFV-Pokal                    | Hannover 96 (RL)                         | TuS Celle FC (RL)                           | 2:1                  |
| Rheinland | Rheinlandpokal               | Eintracht Trier (RL)                     | FV Rheinbrohl (VL)                          | 2:1                  |
| Saarland | Saarlandpokal                | 1. FC Saarbrücken (RL)                   | Borussia Neunkirchen (OL)                   | 3:1                  |
| Sachsen | Sachsenpokal                 | Chemnitzer FC (RL)                       | Dresdner SC (OL)                            | 3:0                  |
| Sachsen-Anhalt | Sachsen-Anhalt-Pokal         | VfL Halle 96 (OL)                        | Schönbecker SV 1861 (LL)                    | 4:2 n. V.            |
| Schleswig-Holstein | SHFV-Pokal                   | TSV Pansdorf (OL)                        | Holstein Kiel (OL)                          | 4:2 n. V.            |
| Südbaden | SBFV-Pokal                   | FC Singen 04 (VL)                        | SV Oberkirch (VL)                           | 2:1                  |
| Südwest | Südwestpokal                 | 1. FC Kaiserslautern (Amateure) (OL)     | SV Viktoria Herxheim (VL)                   | 2:1                  |
| Thüringen | TFV-Pokal                    | FSV Wacker 90 Nordhausen (RL)            | FC Rot-Weiß Erfurt (RL)                     | 3:2                  |
| Westfalen | Stifts-Pils-Pokal            | SC Preußen Münster (RL)                  | TSG Dülmen (OL)                             | 4:1                  |
| Württemberg | WFV-Pokal (1996/97)          | SSV Ulm 1846 (RL)                        | VfL Kirchheim/Teck (OL)                     | 1:0                  |
| 1 Aus den zwei Landesverbänden mit den meisten Herrenmannschaften im Spielbetrieb (Bayern und Niedersachsen) nahm zusätzlich der unterlegene Pokalfinalist teil. 2 Da beide DFB-Pokalteilnehmer bereits feststanden, wurde vermutlich aus Termingründen auf eine Austragung des Endspiels verzichtet. |                              |                                          |                                             |                      |

## Quelle
- Deutscher Sportclub für Fußball-Statistiken (Hrsg.): Die Regionalligen 1996/97, Dautmergen, 1997, S. 156ff.